# Kupono Low
Kupono Low est un joueur américain de soccer né le 27 décembre 1978 à Honolulu à Hawaii. Il évolue au poste de défenseur.

## Biographie

### En équipe nationale
Bien qu'il soit né à Hawaii, Low est sélectionné en équipe nationale de Porto Rico dès janvier 2008 pour un match amical contre les Bermudes.
Low est sélectionné trois fois avant que la Fédération portoricaine de football ne modifie les règles d'éligibilité. Tous les citoyens américains étaient éligibles jusqu'à ce que soit imposé la règle d'avoir vécu au moins deux ans dans l'île. Ainsi Low ne peut plus être sélectionné.

## Palmarès
- Défenseur de l'année en NASL en 2012
- NASL best XI en 2011